# أرنولد جاكسون
أرنولد جاكسون (21 يونيو 1903 في المملكة المتحدة - 31 مايو 1971 في ألمانيا) (بالإنجليزية: Arnold Jackson)‏ هو لاعب كريكت بريطاني (وحمل سابقاً جنسية المملكة المتحدة لبريطانيا العظمى وأيرلندا). لعب مع نادي وارويكشاير للكريكيت ‏.

## وصلات خارجية
- أرنولد جاكسون على موقع إي آس بي آن كريك إنفو (الإنجليزية)